# 모라우체

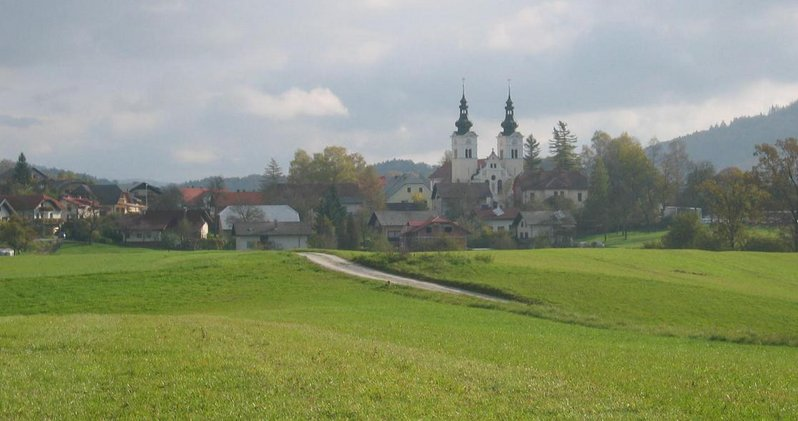
모라우체

모라우체의 위치

모라우체(슬로베니아어: Moravče, 독일어: Moräutsch 모로이치[*])는 슬로베니아의 도시로 면적은 61.4km2, 높이는 165m, 인구는 4,508명(2002년 기준), 인구 밀도는 73.4명/km2이다.